# Рикофен
Рикофен (њем. Riekofen) општина је у њемачкој савезној држави Баварска. Једно је од 41 општинског средишта округа Регенсбург. Према процјени из 2010. у општини је живјело 799 становника. Посједује регионалну шифру (AGS) 9375191.

## Географски и демографски подаци
Рикофен се налази у савезној држави Баварска у округу Регенсбург. Општина се налази на надморској висини од 335 метара. Површина општине износи 23,9 km². У самом мјесту је, према процјени из 2010. године, живјело 799 становника. Просјечна густина становништва износи 33 становника/km².